# アンドレイ・プラトーノフ
アンドレイ・プラトーノヴィチ・プラトーノフ（ロシア語: Андре́й Плато́нович Плато́нов, ラテン文字転写: Andrei Platonovich Platonov, 1899年8月28日 - 1951年1月5日）は、ロシア・ソビエト連邦の小説家。代表作に『チェヴェングール』（1927〜1929年）、『土台穴』（1930年）などがある。

## 生涯
1899年8月28日（新暦）、ドン川支流の町ヴォロネジ近郊のヤムスカーヤに8人兄弟の長子として生まれた（出生時の姓はクリメントフ）。父親プラトーンは鉄道工場労働者だった。アンドレイは高等教育を修了せず、16歳頃から機関士や電気整備士、地元の新聞や雑誌の編集委員などとして働きはじめ、その傍ら地元の新聞・雑誌に詩や随筆を投稿するようになった。1922年に詩集『青い深淵』を刊行し、作家としてデビューした。その一方で、レーニン及びロシア革命に対して全面的な支持を表明し、1919年頃にはロシア内戦で赤軍側で参戦した。1920年代前半にはヴォロネジの土地改良および水力発電所建設計画において指導的な役割を果たしている。
1926年にモスクワに移転し、以降は当地で職業作家として活動した。1930年代になってスターリンが五カ年計画に基づいた農業の集団化を押し進める中で、プラトーノフは次第にソ連の政治体制に疑問を感じるようになった。それは作品にも影を落とすようになり、「疑惑を抱いたマカール」（1929年）、「ためになるように」（1931年）等がスターリン本人を含む党指導部や批評家からの批判の対象となり、それ以降、満足に作家活動をできない状況が続いた。代表作『土台穴』（1930年）、生前に完成した唯一の長篇『チェヴェングール』（1927-1929年）もこの頃執筆されたが、公表することはできなかった。1934年から1935年にかけて中央アジアのトルクメン共和国に派遣されたときの体験をきっかけに「粘土砂漠（タクイル）」、「ジャン」などを執筆している。
1938年には当時15歳の長男プラトーンがスターリンに対する陰謀を企てたとして収容所送りとなる。プラトーンは1940年に釈放されるが、収容所で患った結核により1943年に死亡している。
第二次世界大戦では記者として従軍し、戦争を題材にした作品を多く執筆して発表の機会を得たが、帰還兵を主人公にした短篇「帰還」（1946年）は、ソ連軍人への中傷であるという理由で再び攻撃を受ける。以後は民話の編纂や改作が活動の中心となり、プラトーノフは不遇のまま、1951年に結核で死去した。
死後、娘のマリーヤ（1944-2005年）らの尽力で、1960年代の雪どけ以降に未発表の作品が公刊されるなど再評価が進んだ。

## 年譜
以下、日付は新暦で示す。
1899年　8月28日ヴォロネジ市近郊のヤムスカーヤで誕生（出生時の姓はクリメントフ）。鉄道工場労働者の父プラトーン（1870-1952）と、母マリーヤ（1875-1929、旧姓ロバチーヒナ）の長子。
1906～1914年　教区附属小学校、次いで公立男子校で学ぶ。このころ詩作を始める。
1914～1918年　鉄道会社などで事務員、鋳造工として働く。1917年に短篇「セリョーシカ」が掲載（これがデビュー作と見られる）。その後も地元の雑誌・新聞で短篇、論説、詩を発表。
1918年　ヴォロネジ大学歴史人文学部歴史学科に入学するも、翌年退学。
1919年　鉄道労働工科学校の電気技術科に入学。この頃、雑誌の編集委員や鉄道の機関助士として働く。またロシア内戦では赤軍側で参戦し、鉄道部隊の射撃兵として戦うほか、カザーク部隊との戦闘にも加わる。
1920年　将来の妻マリーヤ・カシンツェワと出会う。
1921年　パンフレット『電化』を刊行。
1922年　詩集『青い深淵』を刊行。息子プラトーン誕生。
1922～1926年　ヴォロネジ県農業部の土地改良課や農業電化課の責任者、ヴォロネジの国立土地改良局局長を歴任。この間にヴィクトル・シクロフスキーと面会（彼の『第三工場』（1926年）にこの時の様子がある）。
1926年　職業作家となるために職を辞し、モスクワに移転。
1926～1927年　農業人民委員部を代表してタムボフへ派遣。過酷な職務のあいまに中篇「エーテル軌道」（生前未発表）、「エピファニの水門」などを執筆。
1927年　『エピファニの水門』が単行本として刊行。長篇『チェヴェングール』の執筆開始（～1929年、生前未発表）。
1928年　ボリス・ピリニャークと知り合い、戯曲「地方の愚か者」（生前未発表）とルポ「Che-Che-O」を共同執筆。
1929年　短篇「疑惑を抱いたマカール」が批評家アヴェルバフから批判される。
1930年　中篇「土台穴」（生前未発表）を執筆。
1931年　ルポ「ためになるように」がスターリンや作家ファヂェーエフから批判される。
1932年　キルギスへの視察旅行。長篇『幸福なモスクワ』を執筆開始（未完）。
1934～1935年　作家視察団の一員として2度にわたってトルクメニスタンを旅行。短篇「粘土砂漠（タクイル）」、「ジャン」などを執筆。
1936年　雑誌『国際文学』に短篇「三男」の翻訳が掲載。アーネスト・ヘミングウェイの賛辞が伝わっている。
1938年　息子プラトーン（当時15歳）がスターリンを中傷したとの咎で逮捕され、矯正収容所に収容。
1940年　病のためプラトーンが釈放。
1941～1944年　第二次世界大戦にともない、家族はウファに疎開。従軍記者として前線に取材した短篇を次々に執筆・発表。
1943年　プラトーンが結核のため死去。
1944年　少佐の称号を得る。結核を患って戦場から帰還し、クリミアで療養。娘マリーヤが誕生。
1946年　短篇「帰還」を発表。翌年批評家エルミーロフから批判される。
1951年　1月5日結核のため死去。1月7日にモスクワのアルメニア墓地に埋葬。

## 作風・評価
執筆した作品のジャンルは多岐にわたり、小説をはじめ、詩、論説、ルポルタージュ、戯曲、映画シナリオ、童話の翻訳・翻案などを手掛けている。
プラトーノフの作風は、時に文法的錯誤をも辞さない異様な文体的緊張感によって特徴づけられ、詩人ヨシフ・ブロツキーがアメリカで出版された『土台穴』に寄せた文章の中で、プラトーノフとフランツ・カフカ、ジェイムズ・ジョイス、サミュエル・ベケットを比較しながら、「プラトーノフは翻訳できない」とまで述べているのは有名である。
2023年、第九回日本翻訳大賞を『チェヴェングール』アンドレイ・プラトーノフ作、工藤順・石井優貴訳（作品社）により受賞。

## 主な著作
邦訳のある主な著作の一覧である。

### 単行本
- 『プラトーノフ作品集』原卓也訳、岩波書店〈岩波文庫〉、1992年。
  - 「粘土砂漠（タクイル）」「ジャン」「三男」「フロー」「帰還」
- 『土台穴』 亀山郁夫訳、国書刊行会〈文学の冒険〉、1997年。
- 『うさぎの恩返し』児島宏子訳、未知谷、2012年。
- 『不死：プラトーノフ初期作品集』工藤順編訳、未知谷、2018年。
- 『チェヴェングール』 工藤順・石井優貴訳、作品社、2022年
- 『ポトゥダニ川　プラトーノフ短編集』 正村和子・三浦みどり訳、群像社、2023年
- 『幸福なモスクワ』 池田嘉郎訳、白水社、2023年

### 雑誌・全集収録
- 「朝霧の中の青春」『ソヴェート文学』第5号、1965年。（彦坂諦訳）
- 「美しい、狂暴な世界のなかで」『ソヴェート文学』第17号、1968年。（島田陽訳）他
- 「秘められた人間」江川卓訳、『世界の文学』中央公論社、1971年。
- 「砂の女教師」『ソヴェート文学』第35号、1971年。（井上研二訳）
- 「雀の旅」『ユリイカ』第6巻第14号、1974年。（染谷茂訳）
- 「帰郷」岡林茱萸訳『白い汽船』飯塚書店、1974年。
- 「三番目の息子」岡林茱萸訳草鹿外吉ほか 編『世界短編名作選（ソビエト編）』新日本出版社、1978年。
- 「疑惑を抱いたマカール」安岡治子訳『世界の文学』 15巻、集英社、1990年。
- 「名前のない花」古川哲訳奥彩子、鵜戸聡、中村隆之、福嶋伸洋 編『世界の文学、文学の世界』松籟社、2020年。